# ゲット・アウト・オブ・ユア・オウン・ウェイ
「ゲット・アウト・オブ・ユア・オウン・ウェイ」（Get Out of Your Own Way）は、U2が2017年に発表した『ソングス・オブ・エクスペリエンス』に収録されている曲で、シングルリリースされた。

## 概要
ボノ曰く「自分自身に対するプロテストソング」。アウトロにケンドリック・ラマーの朗読が使われているが、これはマタイ伝第5章3～11節に収録されている八福の教えにインスパイアされたものである。
本当に僕らは単にファンだったんだ。本当に尊敬することができて、好きなアーティストのことを考えていてね、彼はそのリストのトップにいたんだよ。僕らに近い精神性を持ったアーティストを探してるんだ（エッジ）

「反論し難い高潔な怒りがあるんだ」「僕がアメリカがどこにあるのかについてラップしてるのかい？と訊いたら、アメリカがどこにいないのかをラップしてるんだって彼は答えてね。頭のいい奴だよね」（ボノ）
2017年12月28日イギリス人DJ・Switchによるリミックスがデジタルリリースされた。Switchは2008年にラリーが参加したUnderworldのBoy, Boy, Boyのリミックスを手掛けた人物でもある。
2018年1月26日オランダ人DJ・Afrojackによるリミックスがデジタルリリースされた。
2018年4月6日にアコースティック・ヴァージョンがリリースされた。これは2017年12月10日にイタリアのRAIというテレビ局のChe tempo che fa.という番組で放送されたボノとエッジのパフォーマンスを収録したものである。 

## PV

### Official Video
- 監督：Broken Fingaz
- ロケ地：ハイファ（イスラエル）、ロンドン、ラージャスターン（インド）
- 撮影日：2018年1月
- リリース日：2018年1月18日

### Afrojack Remix Video
- 監督：Broken Fingaz
- 再編集：エリック・ジェンキンス
- ロケ地：ハイファ（イスラエル）、ロンドン、ラージャスターン（インド）
- 撮影日：2018年1月
- リリース日：2018年1月18日

### Switch Remix Video
- 監督：Broken Fingaz
- 再編集：エリック・ジェンキンス
- ロケ地：ハイファ（イスラエル）、ロンドン、ラージャスターン（インド）
- 撮影日：2018年1月
- リリース日：2018年2月

他にも2つのPVが撮影されている。1つはバンドが2017年10月The Joshua Treeツアー2017でメキシコシティを訪れた際、ジョナス・アカーランドを監督に迎えてどこぞのビルの屋上で撮影されたもの、もう1つは同年11月バンドがMTV EMAの収録のためにトラファルガー広場で行ったパフォーマンスを撮影したものである。2024年の時点でいずれのビデオもリリースされていない。メキシコシティヴァージョンは2017年12月11日に「まもなくリリース予定」とアナウンスされ、23秒のビデオの一部がYoutube,Facebook, Twitterに流された。

## リミックス
- Switch Remix (2017)

by Switch
- Afrojack Remix (2018)

by Afrojack